# 犯罪家族 (电影)
《大犯罪家》（西班牙語：El clan）是一部2015年帕布洛·查比罗执导的阿根廷犯罪剧情片，入选第72届威尼斯影展主竞赛片，并赢得最佳导演银狮奖，代表阿根廷角逐奧斯卡最佳外语片。
《大犯罪家》改編自震撼阿根廷全國上下的真實犯罪事件，描述80年代阿根廷軍權政治末期最大宗綁票陰謀案。由國際名導阿莫多瓦擔任製片，《謎樣的雙眼》男主角吉勒摩法蘭賽拉主演，《生命中最抓狂的小事》班底合作，被譽為帶有馬丁·史柯西斯《四海好傢伙》神采的作品。

## 剧情
影片改编自Puccio family的真实事件，讲述他们于1980年代震撼阿根廷全國的犯罪故事。普契歐一家人住在環境清幽的郊區，表面上父慈子孝、兄友弟恭，但身為一家之主的老爸卻是個心狠手辣的犯罪首腦，犯案地點不在別處，就在自己家中。身為國家橄欖球隊明星球員，兒子被迫與老爸同謀，在球隊裡尋覓獵物，一案接著一案，家庭成員心知肚明、各懷鬼胎，直到東窗事發......

## 角色
- Guillermo Francella - Arquímedes Puccio
- Peter Lanzani - Alejandro Puccio
- Lili Popovich - Epifanía Puccio
- Gastón Cocchiarale - Maguila Puccio
- Giselle Motta - Silvia Puccio
- Franco Masini - Guillermo Puccio
- Antonia Bengoechea - Adriana Puccio
- Stefanía Koessl - Mónica

## 创作
剧组于2014年后期至2015年早期进行拍摄。經由照片、信件及訪問普契歐家族熟識的朋友和鄰居，重塑這起狠辣悲劇。查比羅導演親身經歷過1980年代阿根廷的動盪政治，他將普契歐家族犯罪事件視為時代下的產物。當時的人們在獨裁專制下習於噤口，不會過問自身無法理解的事，例如周遭無故失蹤的人。普契歐所犯下的案件與當時軍政府使用的統治手段，就是一面互相照映出黑暗的鏡子。

## 背景
普契歐家族的犯罪歷史可說是阿根廷軍權政治末期「骯髒戰爭」的震盪效應之一。
1976年，軍政府奪得政權後，開始了「國家重組進程」：國會被關閉，最高法院法官被免職，政黨和工會遭禁，超過3萬名異己者遭到綁架、酷刑和秘密處決。以對抗共產主義之名和消滅不勝其擾的游擊戰，由加爾鐵里將軍為首的獨裁政權犯下了無數有違人道主義的案件，甚至秘密綁架剛出生的小嬰孩向親人詐取贖金，無數老百姓受清算之災而人間蒸發。
1982年，窮途末路的軍政府孤注一擲，派兵占領福克蘭群島，冀望引燃民眾的奪島熱望以迴光返照。但兩個月後，阿根廷敗給柴契爾夫人當政的英國，軍政府權威掃地，最後此政權終於因阿根廷第一屆民選總統的誕生而下台。
這段期間，整個拉丁美洲都處於政權轉移的陣痛期。古巴的卡斯楚與智利的阿連德社會主義政府都對保守菁英們造成了威脅，也因此促成了保守黨公開與在地軍勢力為盟，以阻撓民主選舉的發展。在阿根廷，軍權與保守黨派聯盟的結果，建構出一個強勢而剛愎自用，並以白色恐怖治國的權力體系。
電影裡的主角普契歐所主導的秘密組織就在此軍權政治末期活躍，並在第一屆民選總統在任的最初幾年持續犯案。《大犯罪家》電影收錄了幾段真實影像，包括獨裁者加爾鐵里將軍在電視前宣佈收復福克蘭群島失敗，阿根廷戰敗給英國，至1983年12月，第一任民選總統勞爾·阿方辛的就職演說，將當時獨裁政權垮台至轉型正義時期的氛圍真實刻劃出來，除了象徵阿根廷民主曙光的初現，也暗喻了普契歐家族的結局。
阿根廷的政權轉移是經由國內一連串的政經問題發酵而促成，包括拖垮經濟的國債問題（電影裡的車內廣播傳出了新聞消息），以及軍政府失勢時，相關人員仍然坐擁權勢，甚至仍想使用威權時期的犯罪免責權（如同普契歐的秘密組織）。
1983年，軍政府垮台後，民選總統阿方辛即召集了「國家失蹤者真相委員會」，並開始懲處在骯髒戰爭時期犯下罪刑的軍人集團，但在軍方壓力下，他也制定了停止追究法和義務服從法，停止檢舉指揮系統下層的軍官。
「國家失蹤者真相委員會」由阿根廷國內各界領導人物組成，此單位從上千名倖存者及其親人證詞中抽絲剝繭，最後描繪出了一幅白色恐怖主義下的國家犯罪地圖。最後的調查報告足足有五萬頁，而這份報告的濃縮本《永遠不再》（Nunca Más）則成為了阿根廷當年的暢銷書。這份重要的調查報告也在電影一開頭被呈現出來，象徵阿根廷至此之後將永遠改變，不再回頭。

## 反响
阿根廷于2015年8月13日公映，创下了阿根廷电影最大的开画记录，周四至周日的首周末收获3200万阿根廷比索，入场观众为50.5万人次，前两周内累计入场观众达到150万人次。同时也收获了许多好评。

## 荣誉
| 奖项             | 类别           | 获提名者      | 结果 |
| ---------------- | -------------- | ------------- | ---- |
| 第72届威尼斯影展 | 金狮奖         | 犯罪家族      | 提名 |
| 第72届威尼斯影展 | Green Drop奖   |               | 提名 |
| 第72届威尼斯影展 | 最佳导演银狮奖 | 帕布洛·查比罗 | 獲獎 |